# Gretsch
Gretsch je americká firma, která se zabývá výrobou hudebních nástrojů. Vznikla v Brooklynu v roce 1883. Jejím zakladatelem byl sedmadvacetiletý německý přistěhovalec Friedrich Gretsch. Původně vyráběl tamburíny, banja a bubny, a to až do své smrti v roce 1895. Následně firmu převzali jeho manželka a syn. Ve třicátých letech společnost začala vyrábět kytary a později také bicí soupravy. Gretschův syn Fred firmu vedl až do odchodu do důchodu v roce 1942, odkdy ji vedl jeho syn Fred mladší (později, když Fred mladší byl v armádě, společnost dočasně vedl jeho mladší bratr Bill Gretsch). V roce 1967 firmu prodal společnosti Baldwin Piano, od níž ji v roce 1985 zakoupil Fred W. Gretsch, synovec Freda Gretsch mladšího (syn Billa Gretsche).